# Dellima
Ian Carlos Lima Pinheiro (Salvador, 23 de abril de 1997), con nombre artístico Dellima, es una persona de Brasil dedicada a la canción, la composición, la actuación y el baile.

## Biografía
Artista queer de Bahía, Dellima comenzó su carrera a los 17 años, cuando obtuvo una beca para estudiar danza. A partir de entonces, inició sus investigaciones en las áreas de danza, canto y teatro. Luego de graduarse, enseñó danza urbana, dirigió y coreografió varios espectáculos y formó parte del ballet de la cantante Ivete Sangalo. La experiencia de viajar por Brasil y el mundo en los escenarios despertó su deseo de producir su propia música, centrándose en su carrera musical.

## Carrera artística

### 2019: inicio de carrera
Luego de toda su experiencia en el baile y la dirección de espectáculos de danza, en 2019 lanzó su primer sencillo Preta en sociedad con la cantante 'Eva', a finales del mismo año participó con el grupo LED en la Virada de Salvador pocket show, abriendo el show de la cantante Anitta en el escenario principal. Dellima presentó algunas de sus canciones originales.

### 2020:Menino da Blusa Azul
Con el crecimiento de su carrera, el año 2020 estuvo marcado por el lanzamiento de dos sencillos «Astrologia» y «Marte», que en enero de 2021 formaron parte del EP Menino da Blusa Azul. La primera obra musical retrata las vivencias personales de Ian, marcando su historia y los problemas que enfrentó a lo largo de su vida, como el abandono familiar, el abuso sexual y la no aceptación de su figura.

### 2021-presente:DELLÍRIO
El 6 de diciembre de 2021, Dellima inició su nuevo trabajo, DELLÍRIO, un álbum que marca el nacimiento de su nueva personalidad, Dellima, libre, abierta con el pecho y el corazón para ser lo que quiera, femenina, diva, cool, auténtica y etiqueta libre. Con el sencillo «Sensualiza», abre el disco en colaboración con Peu de Melo, mezclando ritmos y estilos que van desde el funk hasta el brega funk, con un video musical que trae representación con un ballet 100% LGBTQIAP+ .
A principios de 2022, lanzó su sencillo Sadomazoca en plataformas digitales. El sencillo es una colaboración con el cantante y blogger Nobre Ju. La canción que habla abiertamente de placer y fetiches, trae sensualidad y un poco del universo pansexual que vive Dellima. Se asoció con Lu Montty, persona no binaria que fundó AFROBAPHO, para crear la coreografía del vídeo musical. Sadomazoca saca a la luz la libertad sexual agénero, donde hombres y mujeres visten prendas que los representan, sin indicar masculino o femenino, en una referencia a la cultura del ballroom, en una versión brasileña.
El 18 de febrero de 2022, Dellima lanzó el sencillo Controle, en colaboración con la cantante Nêssa. La música mezcla elementos de pop y pagotrap, aportando sensualidad e innovación al estilo ya popular en Bahía. La canción aborda temas como el amor y la sensualidad, y el video musical presenta una narrativa ambigua sobre la participación de Nêssa y Dellima, ya sea entre sí, con otras personas o con ambas. La canción fue compuesta por los dos artistas y producida por Guiga Serra.
El 1 de abril de 2022, Dellima lanzó su primer álbum de estudio, DELLÍRIO, que presenta pop bailable y cuenta con 12 temas originales. El disco se divide en tres bloques: DELLÍCIA, DELLOMBRA y DELLÍRIO. A diferencia de su primer EP "Menino da Blusa Azul", que incluía canciones más personales, DELLÍRIO celebra la diversidad sexual, la libertad de expresión y representa la madurez artística de Dellima. El nombre DELLÍRIO es una sátira del prejuicio que sufren las personas LGBTQIA+, no binarias, pansexuales y afeminadas, que durante mucho tiempo fueron tratadas como locas o enfermas psicológicamente. El disco aborda las vivencias cotidianas de la mayoría de las personas LGBTQIA+, desde sentimientos reprimidos hasta acciones más audaces, todo ello presentado en formato audiovisual, aligerando el trabajo sin dejar de lado la militancia y el deseo de un mundo más libre y respetuoso. DELLÍRIO mezcla elementos de la música electrónica con ritmos populares del Brasil actual, como funk, brega, piseiro, pagodão y trap.

## Vida personal
Dellima es queer, no binaria y pansexual.

## Discografía

### Sencillos
- Preta (2019)
- Astrologia (2020)
- Marte (2020)
- Sensualiza (2021)
- Sadomazoca (2022)
- Controle (junto con Nêssa) (2022)

### EPs
- Menino da Blusa Azul (2021)

### Álbumes
- DELLÍRIO (2022)